# Capvespre (pel·lícula)
Capvespre (hongarès: Napszállta) és una pel·lícula de drama d'època hongaresa del 2018 coescrita i dirigida per László Nemes. Està ambientada a Budapest abans de la Primera Guerra Mundial, i és protagonitzada pels intèrprets novells Juli Jakab i Vlad Ivanov. Es va estrenar al 75è Festival Internacional de Cinema de Venècia i també es va projectar al Festival Internacional de Cinema de Toronto. Va ser seleccionada com a candidata hongaresa a l'Oscar a la millor pel·lícula en llengua estrangera a la 91a edició dels premis, però no va ser nominada. S'ha subtitulat al català.
Juli Jakab, que interpreta la protagonista de la pel·lícula, va ser escollida entre més de 1.000 actrius hongareses.
El rodatge va tenir lloc entre el 12 de juny i el 2 de setembre de 2017 a Hongria.